# Ozgoleh
Ozgoleh (persiska: ازگله) är en ort i Iran.   Den ligger i provinsen Kermanshah, i den västra delen av landet, 500 km väster om huvudstaden Teheran. Ozgoleh ligger 687 meter över havet och antalet invånare är 939.
Terrängen runt Ozgoleh är varierad. Runt Ozgoleh är det ganska tätbefolkat, med 72 invånare per kvadratkilometer. Ozgoleh är det största samhället i trakten. Omgivningarna runt Ozgoleh är i huvudsak ett öppet busklandskap.